# 靜淮軍節度使
靜淮军节度使，五代十国杨吴的节度使，治所在泗州（今江苏省泗洪县东南）。
天祐十五年（918年），徐温在泗州设立靜淮军節度使，下辖泗州，来安置平卢节度使朱瑾。朱瑾没有上任就被杀死，靜淮军節度使不久即废。泗州再属淮南节度使。